# Facundo Rodríguez (Fußballspieler, 1993)
Facundo Rodríguez, vollständiger Name Facundo Rodríguez Báez, (* 17. August 1993 in Las Piedras) ist ein uruguayischer Fußballspieler.

## Karriere
Der 1,80 Meter große Offensivakteur Rodríguez gehörte zu Beginn seiner Karriere in der Saison 2011/12 dem Erstligakader des Club Atlético Rentistas an. In jener Spielzeit lief er in zwei Begegnungen (kein Tor) der Primera División auf. Im Februar 2013 wechselte er zu Juventud in seine Geburtsstadt Las Piedras. Von dort führte sein Karriereweg im August 2014 weiter zum Zweitligisten Boston River. In der Spielzeit 2014/15 wurde er bei dem in Montevideo ansässigen Klub in einer Partie (kein Tor) der Segunda División eingesetzt. Eine darüber hinausgehende Kaderzugehörigkeit ist nicht verzeichnet.